# Reise durch die Sonnenwelt

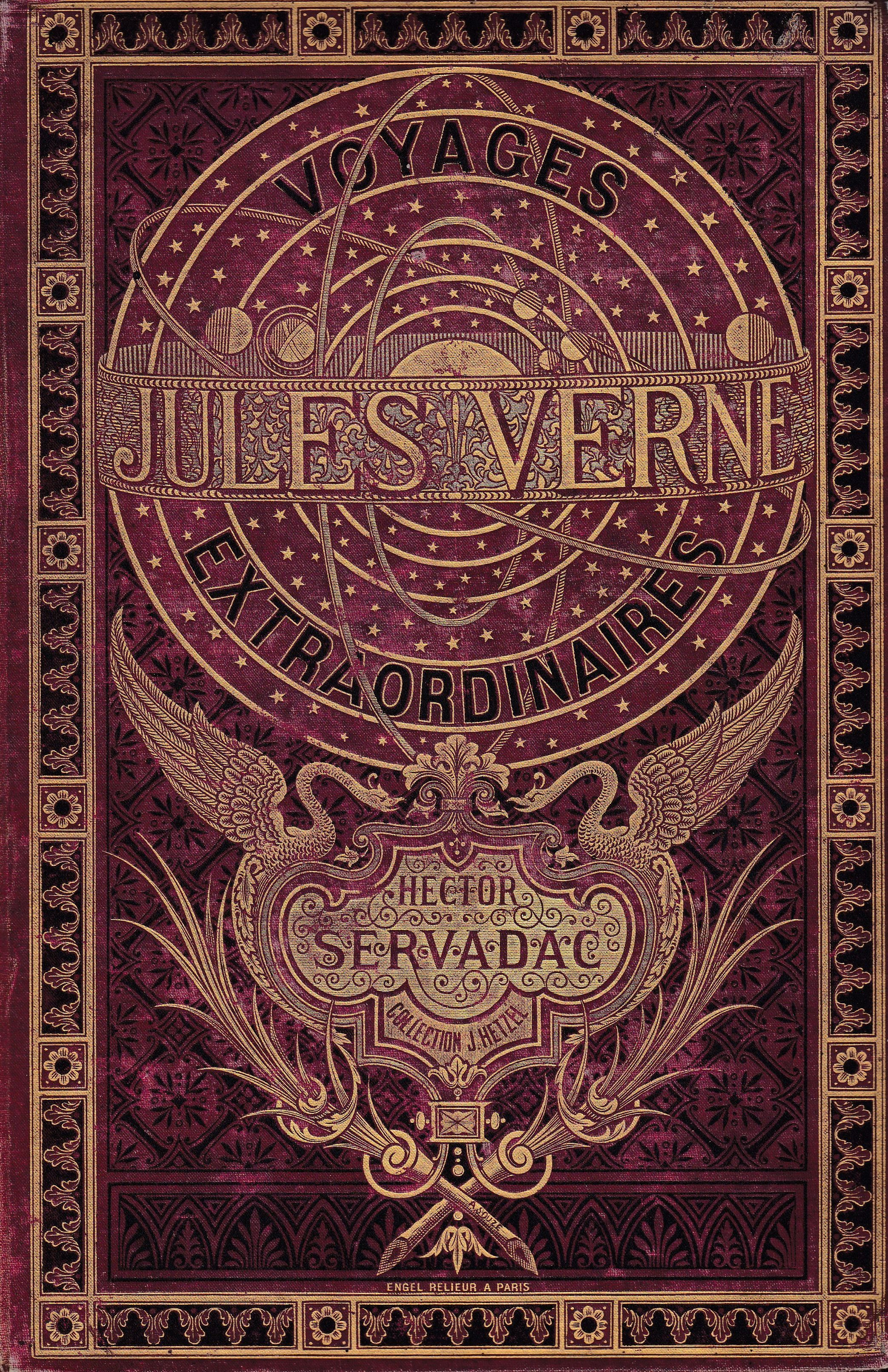
Einbanddeckel der französischen Ausgabe von 1878

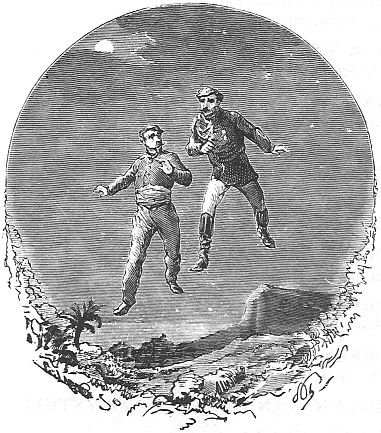
Hector Servadac auf Gallia in einer Illustration von Paul-Dominique Philippoteaux

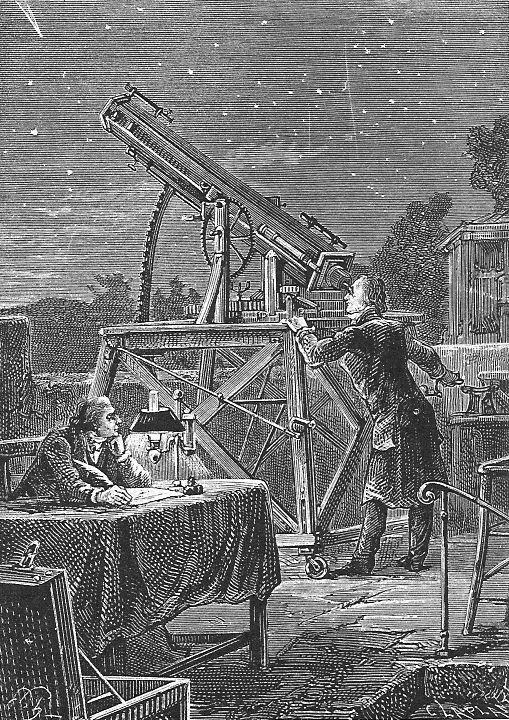
Original Illustration von Paul-Dominique Philippoteaux für den Roman Hector Servadac. Das Bild zeigt den Astronomen John Herschel bei der Beobachtung des Kometen Halley im Jahr 1835 in seinem Observatorium in Kapstadt.

Reise durch die Sonnenwelt (auch Hektor Servadacs Reise durch die Sonnenwelt, Hektor Servadacs Weltraumreise oder Reise durch das Sonnensystem) ist ein Roman des französischen Autors Jules Verne. Der Roman wurde erstmals 1877 von dem Verleger Pierre-Jules Hetzel in zwei Bänden unter dem französischen Titel Hector Servadac veröffentlicht. Band I erschien am 19. Juli 1877 und Band II am 7. November 1877. Die erste deutschsprachige Ausgabe erschien 1878 unter dem Titel Reise durch die Sonnenwelt.

## Handlung
Der Hauptmann der französischen Armee in Algerien Hector Servadac streitet sich mit dem Russen Graf Wassili Timascheff, der mit seinem Schoner Dobryna vor der Küste ankert, um die Gunst einer jungen Witwe. Sie verabreden sich zu einem Duell für den nächsten Morgen. Beide befinden sich am Ende eines kleinen Kaps zwischen Tenez und Mostaganem, etwa 3 km von der Mündung des Cheliff entfernt. Servadac vertreibt sich die Wartezeit mit dem Schreiben eines Rondeaus an die Angebetete und Gesprächen mit seinem Ordonnanzoffizier Ben-Zouf. Ben-Zouf, der mit richtigem Namen Laurent heißt, stammt aus Paris vom Montmartre.
Am Abend bemerkt Servadac bei einem Spaziergang an der Küste ein seltsames rötliches Licht durch den Dunst der Erdatmosphäre. Während er später weiter an seinem Gedicht arbeitet, werden er und Ben-Zouf durch eine gewaltige Kraft zu Boden geworfen. Danach hat sich der Horizont verändert, gigantische Wellen türmen sich auf und ein ungewöhnlicher Glanz ist am Himmel zu sehen. Der Mond scheint sich in seiner Größe vervielfacht zu haben. Servadac und Ben-Zouf entdecken, dass die Sonne plötzlich im Westen aufgeht, der Cheliff verschwunden ist, die Schwerkraft der Erde sich vermindert hat und die Länge eines Tages sich auf sechs Stunden verkürzt hat. Algerien scheint jetzt am Äquator zu liegen, da die Sonne am Mittag fast senkrecht steht.
Sie bemerken, dass sie sich alleine auf einer Insel befinden, die sie Gourbi nennen. Der Luftdruck hat merklich abgenommen. Die Erdachse zeigt nicht mehr auf den Polarstern, sondern auf die Wega im Sternbild Leier. Innerhalb von zwei Wochen steigt die Temperatur rasch an. Die Erde scheint sich der Sonne zu nähern. Sie bewegen sich in die Richtung der Venus und des Merkur. Sie befürchten eine Kollision der Erde mit der Venus, doch die Entfernung zur Venus nimmt später wieder zu. Ben-Zouf sichtet ein Schiff, das sich als die Dobryna herausstellt. Graf Timascheff und die Besatzung wissen ebenfalls nicht, welche Katastrophe sich ereignet hat.
Der Graf und Servadac planen, das Mittelmeer zu durchsegeln, um herauszufinden, was passiert ist. Außer der Insel Gourbi finden sie zunächst kein weiteres Land. Der gleichmäßig flache Meeresboden besteht aus einem goldenen Metallstaub. Sie finden einen Felsen im Meer, auf dem sich lediglich das Grab des heiligen Ludwig befindet. Sie treffen danach auf eine 70 bis 100 Meter hohe, unendlich langgezogene Steilküste, an der sie mehrere Tage entlangfahren. Ein Teil der britischen Garnison von Gibraltar hat ebenfalls die Katastrophe überstanden. Die Soldaten wollen ihren Stützpunkt jedoch nicht aufgeben. Sie genießen es, dass sie jetzt pro Sechs-Stunden-Tag denselben Tagessold und dieselben vier Mahlzeiten erhalten wie zuvor alle 24 Stunden.
Im Meer treibt ein Etui eines Fernrohres aus Leder, in dem sie eine Botschaft finden. Der Absender schreibt von einer Gallia und beschreibt deren Weg durch das Sonnensystem. Inzwischen haben sie die Bahn des Mars hinter sich gelassen und nähern sich dem Jupiter und dem Saturn. Auch der Uranus ist inzwischen mit bloßem Auge sichtbar. Die Lufttemperatur nimmt immer weiter ab. Sie wissen jedoch nicht, wie weit das Aphel ihrer Umlaufbahn von der Sonne entfernt ist. Von der französischen Küste ist nichts mehr übrig. Wo sich zuvor Korsika befunden hat, finden sie nur die kleine Insel Magdalena, auf der sich die achtjährige Nina mit einer Ziege befindet.
Bei der Rückkehr nach Gourbi finden sie dort neben Ben-Zouf einige Spanier und einen jüdischen Kaufmann, der aus Deutschland stammt. Isaac Hakhabut hatte sich mit seiner Tartane Hansa aus Köln aufgemacht, um im Mittelmeer Handel zu treiben. Unterwegs hatte er die Spanier aufgegriffen. Unterdessen nimmt die Temperatur, wegen der weiter zunehmenden Entfernung von der Sonne, immer weiter ab. Sie beschließen, zu einer Insel überzusiedeln, auf der sie einen tätigen Vulkan gesichtet haben, und beabsichtigen, diesen als Wärmequelle zu nutzen. Sie lassen sich mit ihrer Kolonie in einer Höhle auf der Vulkaninsel nieder. Gallia hat inzwischen den Mond Nerina bekommen. Vermutlich handelt es sich bei dem Objekt um einen eingefangenen Asteroiden.
Die Dobryna und die Hansa frieren vor der Vulkaninsel im Eis ein. Durch eine Nachricht, die von einer Brieftaube auf die Vulkaninsel gebracht wird, erfahren die Reisenden, dass der geheimnisvolle Absender sich auf der Balearen-Insel Formentera befindet und zu verhungern droht. Mit einem zu einem Segelschlitten umgebauten Beiboot erreichen sie den Absender, der sich als Servadacs ehemaliger Physiklehrer Palmyrin Rosette herausstellt.
Dieser erklärt ihnen, dass sie sich auf einem Kometen befinden, der bei seinem Zusammenstoß mit der Erde ein paar irdische Felsen mitgenommen hat. Rosette hatte vor der Katastrophe den Kometen über mehrere Nächte beobachtet und berechnet, dass dessen Bahn die Ekliptik kreuzt und der Komet mit der Erde kollidieren wird. Die Bahn von Gallia um die Sonne ist eine Ellipse, die den Kometen nach zwei Jahren wieder zu einer Begegnung mit der Erde bringt. Rosette berechnet mit der Hilfe einer Waage die Abmessungen und die Masse von Gallia, muss seine Berechnungen jedoch später korrigieren, da Hakhabut ihm eine manipulierte Waage angedreht hat. Seiner Ansicht nach besteht Gallia zu 70 % aus Tellur und 30 % aus Gold.
Währenddessen passiert Gallia den Jupiter. Die Reisenden sehen die vier galileischen Monde Europa, Io, Ganymed und Kallisto mit bloßen Augen. Danach passieren sie die Bahn des Saturn. Rosette beobachtet acht der Saturnmonde und die Saturnringe. Die beiden Schiffe werden durch das Packeis immer weiter emporgehoben. Der Vulkan stellt unterdessen nach und nach seine Aktivität ein, die Lava scheint einen anderen Abfluss in das Innere des Kometen gefunden zu haben.
Die Kolonie muss tiefer in den Vulkankrater umziehen, da die Temperatur in der bisherigen Unterkunft immer mehr abnimmt. Als Gallia wieder tiefer in das Innere des Sonnensystems vordringt, wollen Servadac und Ben-Zouf auf einem Überrest von Ceuta die Flagge Frankreichs hissen. Dort finden sie bereits eine Abordnung der britischen Soldaten von Gibraltar vor – die Briten hatten Ceuta den von Hakhabut geretteten Spaniern kurzerhand abgekauft. Servadac unterrichtet die Briten darüber, dass sie sich auf einem Kometen befinden, und schlagen ihnen vor, zu ihnen überzusiedeln, um sich gemeinsam auf die von Rosette berechnete erneute Kollision von Gallia mit der Erde vorzubereiten. Die Briten lehnen dies jedoch ab. Gallia verliert wieder den Mond Nerina, der sich aus unbekannten Gründen in die Tiefen des Weltalls verabschiedet.
Der russische Leutnant Prokop hat die Idee, dass die Kolonisten mit einem Heißluftballon die Oberfläche von Gallia verlassen können, bevor diese auf die Erde aufprallt. Das sich erwärmende Meer bringt die sich um die Insel auftürmenden Eisschollen zum Schmelzen. Die beiden Schiffe stürzen mit Eismassen herab und werden dabei zerstört. Eine Explosion reißt einen Teil von Gallia ab, auf dem sich Gibraltar, Ceuta und die britischen Soldaten befinden. Vor der Kollision von Gallia mit der Erde starten die Kolonisten mit dem aus den Segeln der Dobryna gefertigten Ballon und finden sich nach dem Zusammenprall in der Nähe der Stadt Mostaganem wieder. Auf der Erde hat niemand den Kometen bemerkt. Die ehemaligen Kolonisten werden verwundert begrüßt, niemand glaubt ihnen ihre Geschichte von der Reise durch die Sonnenwelt.

## Figurenzeichnung
Bei der Schilderung der Figur des deutschen Juden Hakhabut griff Verne auf zahlreiche antijüdische Klischees zurück, etwa wenn er dessen Äußeres beschreibt („... mit falschen Augen, gebogener Nase, gelblich-rotem Bart, struppigem Haar, großen Füßen, langen, krallenartigen Händen, ...“ / „Wucherer mit dem Katzenbuckel“) und ihm gewissenloses Profit- und Vorteilsstreben unterstellt („Obwohl von Geburt Israelit, spielte er in den mohammedanischen Ländern den Mohammedaner und wäre Heide geworden, wenn ihm das mehr abgeworfen hätte“). Nach Erscheinen dieser Erzählung erhielt Vernes Verleger Hetzel einen Brief des Pariser Großrabbiners Zadoc Kahn, in dem dieser diese Charakterisierung als „für alle Juden verletzend“ kritisierte.

## Verfilmungen
- Valley of the Dragons (1961) ein Columbia-Pictures-Film des Regisseurs Edward Bernds
- Na kometě (Auf dem Kometen) (1970), des tschechischen Regisseurs Karel Zeman
- Off on a Comet (Reise durch die Sonnenwelt) (1977, Trickfilm), des polnisch-australischen Regisseurs Richard Slapczynski